# Салбиев, Владимир Таймуразович
Влади́мир Таймура́зович Салби́ев (29 апреля 1982) — российский футболист, нападающий и полузащитник.

## Карьера
Профессиональную карьеру начал в 2000 году в клубе «Иристон» из Владикавказа, за который сыграл 35 матчей и забил 9 мячей. С 2001 по 2002 год выступал в составе клуба «Краснознаменск», проведя за это время 47 матчей и забив 3 гола. В 2003 году перешёл в клуб «Дон» Новомосковск, где играл до 2004 года, проведя 62 матча, в которых забил 6 мячей в ворота соперников. Сезон 2005 года провёл в Высшей лиге Белоруссии в мозырьской «Славии», за которую забил 2 мяча. В 2006 году вернулся в Россию, где отыграл сезон в благовещенском «Амуре», проведя 28 матчей и забив 1 гол. В 2007 году перешёл во владикавказский «Автодор», в составе которого в том сезоне сыграл 23 матча и забил 1 мяч. Сезон 2008 года начал в волгоградской «Олимпии», сыграл 19 матчей, забил 1 мяч, летом того же года вернулся в «Автодор», в состав которого был официально дозаявлен 15 августа и до конца сезона провёл за клуб 12 матчей, в которых забил 1 мяч. В следующем сезоне провёл за клуб 31 матч, в которых забил 5 голов, в лиге и 2 игры в Кубке России. В 2010 году пополнил ряды клуба «Беслан-ФАЮР».